# Alptal

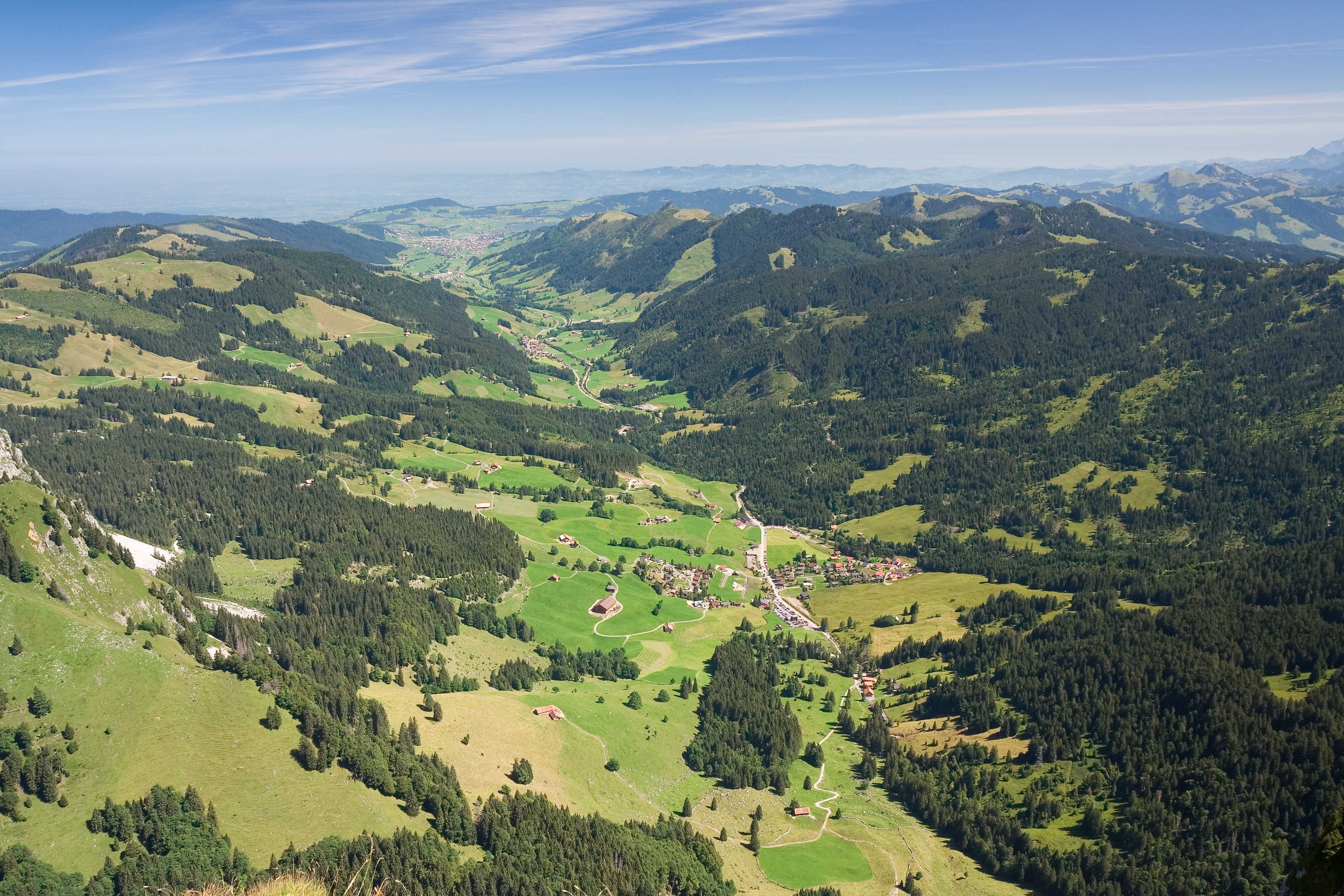
Blick vom Grossen Mythen ins Alptal

Das Alptal ist das von der Alp durchflossene Tal zwischen Mythen und Einsiedeln im Kanton Schwyz (Schweiz).
Das Alptal erstreckt sich in Nordsüdrichtung zwischen den Mythen und Einsiedeln. Es liegt zwischen 950 und 1100 m ü. M. Hauptort des Tals ist Alpthal. Zuhinterst im Tal, am Fusse der Mythen, liegt der Wander- und Wintersportort Brunni mit diversen Skiliften und einer Luftseilbahn. Ebenfalls im Alptal liegt das zur Gemeinde Einsiedeln gehörige Viertel Trachslau.